# San Pietro Vernotico
San Pietro Vernotico és una localitat i comune italians de la província de Bríndisi (regió de la Pulla), de 14.449 habitants.